# Gare de Saint-Hilaire-de-Riez
Pour les articles homonymes, voir Gare de Saint-Hilaire (homonymie).
La gare de Saint-Hilaire-de-Riez est une gare ferroviaire française de la ligne de Commequiers à Saint-Gilles-Croix-de-Vie, située sur la commune de Saint-Hilaire-de-Riez , dans le département de la Vendée, en région Pays de la Loire.
C'est aujourd'hui une halte ferroviaire de la Société nationale des chemins de fer français (SNCF) desservie par des trains express régionaux du réseau TER Pays de la Loire circulant entre les gares de Nantes et Saint-Gilles-Croix-de-Vie.

## Situation ferroviaire

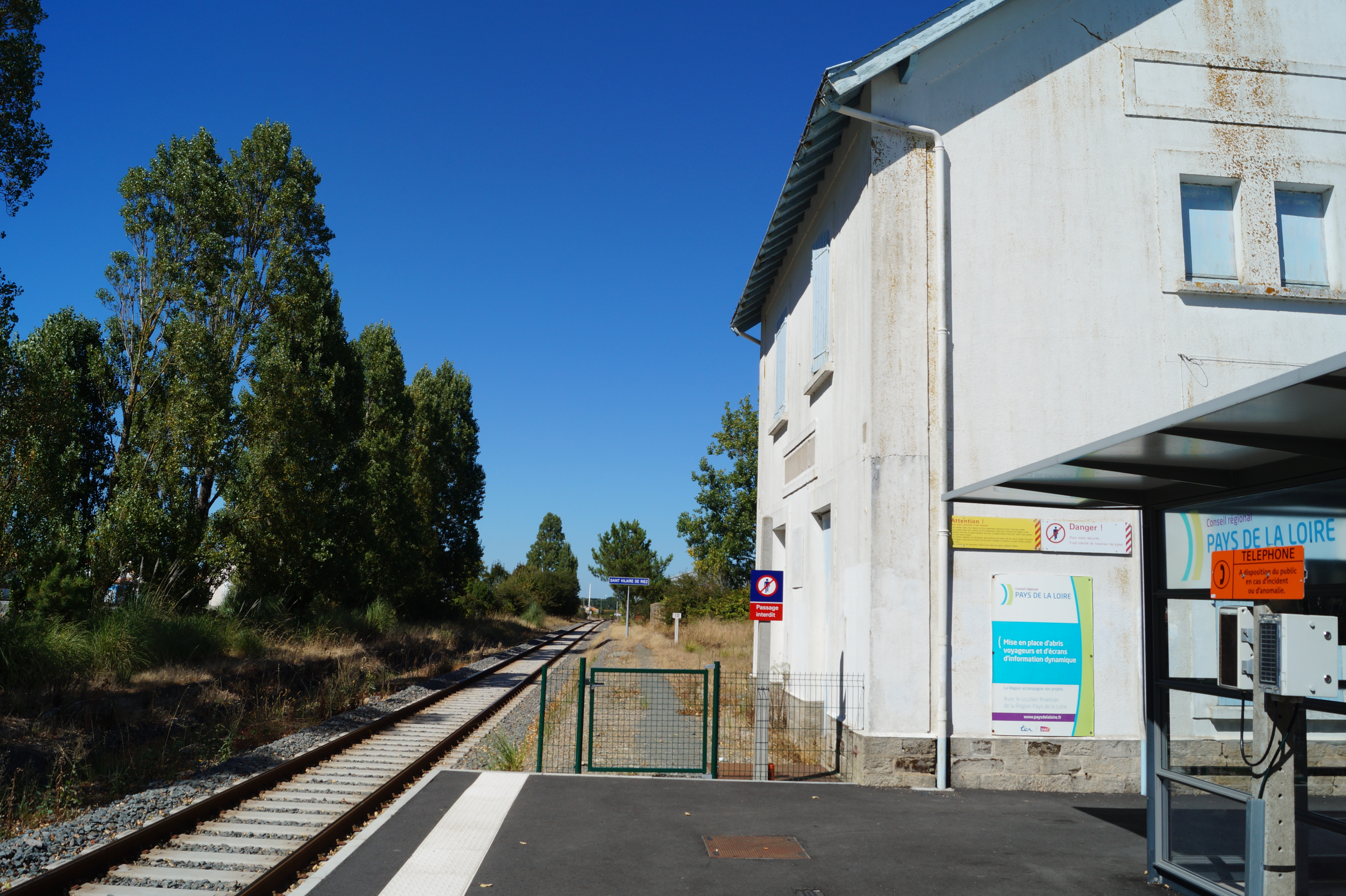
Vue de la voie vers Nantes en 2016

Établie à 18 mètres d'altitude, la gare de Saint-Hilaire-de-Riez est située au point kilométrique (PK) 10,831 de la ligne de Commequiers à Saint-Gilles-Croix-de-Vie, avant la gare ouverte de Saint-Gilles-Croix-de-Vie et après la gare fermée de Notre-Dame-de-Riez. La précédente gare ouverte, la gare de Challans, ne se trouve pas sur la même ligne d'infrastructure : elle est implantée sur la ligne de Nantes-État à La Roche-sur-Yon par Sainte-Pazanne reliée grâce au raccordement de Commequiers. Challans est séparée de Notre-Dame-de Riez par la gare également fermée de Soullans.

## Service des voyageurs

### Accueil
Halte SNCF, c'est un point d'arrêt non géré (PANG) à entrée libre.
À l'issue de la 2e phase de rénovation de la ligne, en juillet 2015, les quais de gare devraient être refaits afin d'améliorer l'accessibilité aux personnes handicapées.

### Desserte
Saint-Hilaire-de-Riez est desservie par des trains TER Pays de la Loire circulant entre Nantes et Saint-Gilles-Croix-de-Vie.
Cependant, du 1er septembre 2014 au 4 juillet 2015, la desserte ferroviaire de la gare est suspendue pour permettre la 2e phase de rénovation de la ligne Nantes - Saint-Gilles-Croix-de-Vie. Durant cette période, la desserte de la gare n'est plus effectuée que par autocar en correspondance avec des TER en gare de Sainte-Pazanne ou directement jusqu'à Nantes. Ces travaux sont prolongés de deux mois en raison de malfaçons électriques sur la signalisation ferroviaire et les passages à niveau, liées à une faiblesse du pilotage du chantier.

### Intermodalité
Un parking pour les véhicules est aménagé.